# Hermannia forsteri
Hermannia forsteri är en kvalsterart som först beskrevs av P. Balogh 1985.  Hermannia forsteri ingår i släktet Hermannia och familjen Hermanniidae. Inga underarter finns listade i Catalogue of Life.